# Hambledon (Hampshire)
Hambledon – wieś w Anglii, w hrabstwie Hampshire, w dystrykcie Winchester. Leży 26 km na południowy wschód od miasta Winchester i 93 km na południowy zachód od Londynu. W 2001 miejscowość liczyła 947 mieszkańców.